# 硫化钡
硫化钡（化学式：BaS）是钡的硫化物，室温下为白色等轴晶系晶体，不纯时为浅灰色、黄绿色、浅棕色或黑色的粉末。它是第一个制得的磷光体材料，性质和制备都因此而被广泛研究过。
用适量的硫处理硫氢化钡的水溶液或醇溶液，便可得到橙黄色的多硫化钡。
它在潮湿空气中水解放出有毒的硫化氢气体，与水或酸反应也会生成硫化氢，其他产物是氢氧化钡、硫氢化钡或其他钡盐。可以从饱和溶液析出六水合物（BaS·6H2O），六方片状晶体。硫化钡有毒，食入会造成中毒，水溶液具碱性，对皮肤和毛发有腐蚀性和脱毛作用。

## 制取
工业上，硫化钡是从重晶石矿制取其他钡化合物的中间体，可用于制取碳酸钡、氯化钡和立德粉等其他材料。重晶石的主要成分为硫酸钡，用煤粉还原就可得到硫化钡：
{\displaystyle {\rm {BaSO_{4}+2C\longrightarrow BaS+2CO_{2}}}}